# Robert Dibdale
Pour les articles homonymes, voir Dibdale.
Robert Dibdale (alias Palmer) connu aussi sous le nom de Richard Debdale, Né à Shottery, Warwickshire en 1558 et mort exécuté à Tyburn, Londres le 8 octobre 1586 est un prêtre martyr catholique anglais arrêté et exécuté sous le règne d'Elizabeth Ire.

## Biographie
Né dans une famille restée fidèle à l'Église catholique, il désire jeune se faire prêtre. Ne pouvant recevoir l'ordination dans son pays il part sur le continent et suit des études de théologie au Collège anglais de l'université de Reims ou au collège anglais de Douai. Ordonné prêtre en 1584 il retourne en Angleterre officier dans les alentours de Londres. Pendant plusieurs années il vit caché chez George Peckham depuis chez qui il exerce comme exorciste. En 1586 il doit fuir et devient cette fois-ci aumônier de Richard Bold, aristocrate anglais obligé de s'éloigner de la cour du fait de son catholicisme. A cette époque les prêtres sont recherchés et pourchassés. Il est finalement arrêté et emprisonné. Dans sa prison il retrouve John Adams et John Lowe. Il est condamné à mort. Il subit le supplice réservé aux traîtres à savoir pendaison, éviscération et écartèlement.

## Vénération
Déclaré bienheureux par Jean-Paul II en 1987 Robert Dibdale est l'un des quatre-vingt-cinq Quatre-vingt-cinq martyrs d'Angleterre et de Galles béatifiés par ce dernier. Il est vénéré par l'Église catholique le 8 octobre.